# Heinrich Schütz
Heinrich Schütz (latinsky Henricus Sagittarius), (8. říjnajul./ 18. října 1585greg. Köstritz – 6. listopadu 1672, Drážďany) byl německý skladatel a varhaník, obecně považovaný za nejdůležitějšího německého skladatele žijícího před Johannem Sebastian Bachem, a je spolu s Claudiem Monteverdim často považován i za jednoho z nejvýznamnějších skladatelů 17. století.

## Život
Schütz se narodil v Köstritzu jako nejstarší syn Christopha Schütze a jeho ženy Euphrosyne Biegerové. Pokřtěn byl den po svém narození.
V roce 1590 se s rodinou přestěhoval do Weißenfelsu. Jeho otec zde měl hostinec, a dokonce se tu později stal purkmistrem. Heinrichovo výjimečné hudební nadání náhodně objevil v roce 1598 lankrabě Mořic Hesensko-Kasselský. Ten mu dal nabídku, aby se dostal na jeho soukromý dvůr v Kasselu pro další vzdělání. Tam byl nakonec poslán v srpnu 1599. Poté působil v pěveckém sboru. Dále se vydal studovat právo do Marburgu a později odešel do Benátek, kde mezi lety 1609 až 1612 studoval hudbu u Giovanni Gabrieliho, kapelníka v chrámu svatého Marka. Následovně krátce pracoval jako varhaník v Kasselu a v roce 1615 se přestěhoval do Drážďan, kde získal místo dvorního skladatele na dvoře saského kurfiřta.

## Život v Drážďanech (1615–1672)
V Drážďanech pracoval až do konce svého života, i přesto, že během dlouhého působení město několikrát na delší dobu opustil.
V roce 1628 se vydal podruhé do Benátek, kde se setkal s Claudiem Monteverdim a studoval u něj. Po následném návratu do Drážďan byl v roce 1633 pozván do Kodaně, aby tam skládal hudbu pro svatební slavnosti. Do Drážďan se vrátil v roce 1635. V roce 1641 se znovu vrátil do Kodaně, kam jej provázel jeho žák Matthias Weckmann, ale již v roce 1648 byl zpět v Drážďanech (v jejich blízkosti zůstal až do konce svého života). V roce 1655 přijal ex officio místo kapelníka ve Wolfenbüttelu. Po odchodu do důchodu (který si musel vyprosit) se přestěhoval do Weißenfelsu ke své sestře. Byl však stále často povoláván do Drážďan. Tam také zemřel 6. listopadu 1672 na cévní mozkovou příhodu. Jeho stáří bylo poznamenáno ztrátou sluchu i téměř úplnou ztrátou zraku.

## Dílo

Portrét neznámého muže, kterým by mohl být i Heinrich Schütz, od Rembrandta

V díle Heinricha Schütze je zřetelný vliv dvou jeho hlavních hudebních učitelů, Gabrieliho a Monteverdiho. Monteverdiho Schütz velice obdivoval a právě jím se nechal nejvíce ovlivnit a inspirovat. Je zde zřetelný rovněž vliv dalších významných skladatelů z přelomu 16. století, stejně jako tradice evangelické pozdně renesanční tvorby (např. Johan Walter, Hans Leo Hassler, Leonhard Lechner).
V jeho hudbě je cítit extrémní citlivost pro zvuk a význam textu. Schütz by se dal do jisté míry srovnávat i s Bachem nebo Händelem (obzvlášť díky svému mistrovství ve sborových skladbách, které se projevuje např. na jeho známém Vánočním oratoriu, nebo skvělému zhudebnění čtyř pašijí). I ve svých pozdějších letech, kdy trpěl hluchotou, skládal obdivuhodné skladby, které v sobě překvapivým způsobem spojovaly italskou vokální svobodu a luteránskou zbožnost, jako například Sedm slov z kříže nebo Německý Magnificat. Schütz může být rovněž považován za prvního německého autora opery a baletu, jeho pověst mu však zajišťují jeho nekonečně vynalézavé sborové skladby.
Schütz se již za svého života dočkal velkého věhlasu. Rozvoji jeho umění (i jeho drážďanského dvoru) však bránila dlouhá třicetiletá válka, která často pustošila i kurfiřtské Sasko. Až doba pozdního baroka přinesla zásadní stylovou proměnu, za jejíhož reprezentanta byl často také považován Johann Sebastian Bach, který se se svými díly stal v té době „králem hudby“. K vysoké žádanosti díla Heinricha Schütze došlo až po druhé světové válce, kdy pod vlivem rozvoje tzv. historicky poučené interpretace a zájmu o německou předbachovskou hudební kulturu nastal nový návrat hudebního odkazu 16. a 17. století, který pokračuje dodnes.
Kupodivu Schütze nepřežila jediná jeho varhanní hudba, dokonce ani pomocné texty ke svým dílům, přestože měl za svého života pověst jednoho z nejlepších varhaníků. Tato záležitost dala vzniknout dalším otázkám k Schützově dílu, které budou nejspíš jen stěží správně zodpovězeny.

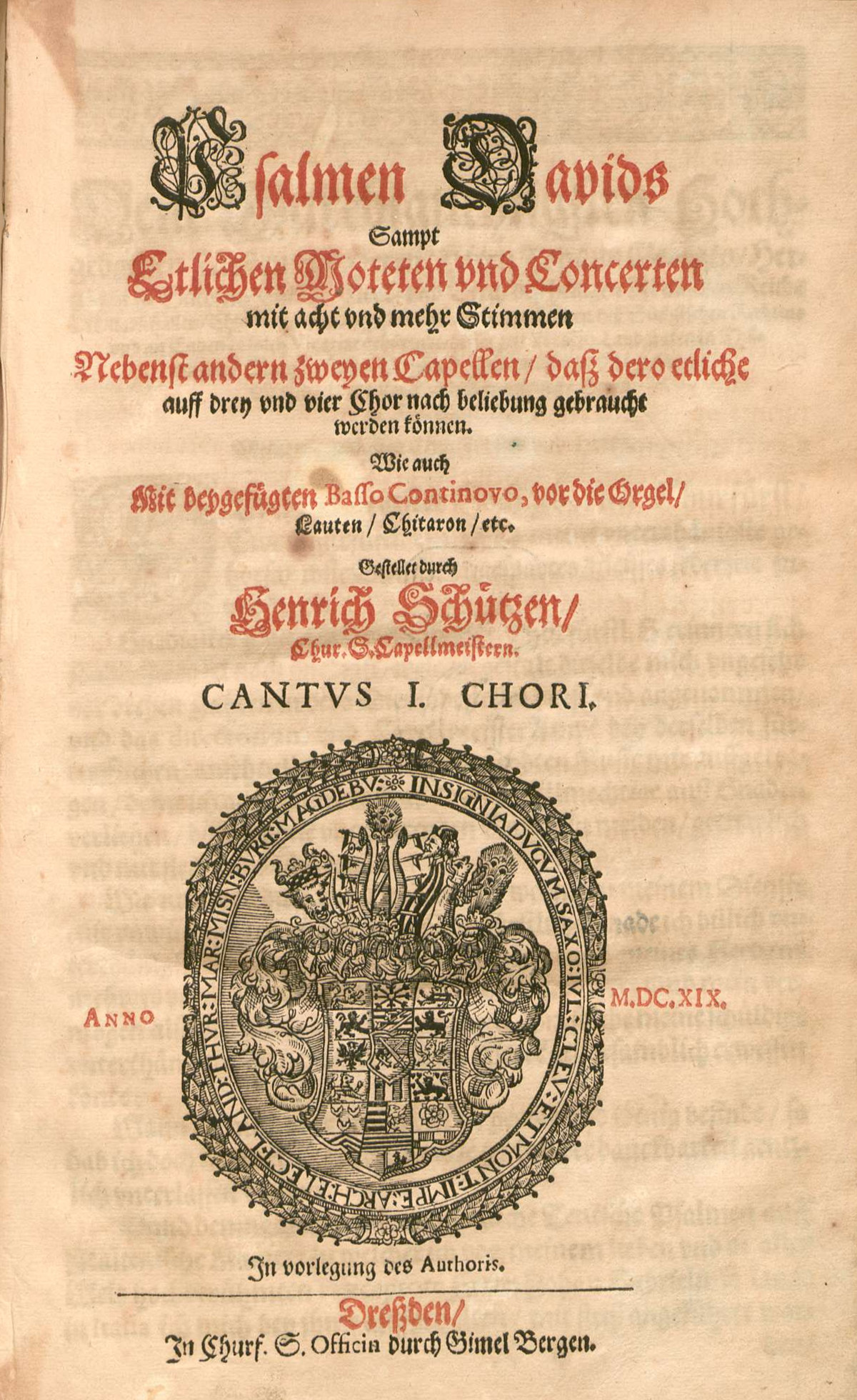
Titulní strana Schützova díla Psalmen Davids

Schütz svým jedinečným stylem tvoření dal vzor mnoha převážně německým, ale i francouzským a anglickým skladatelům. Nechal se jím do jisté míry inspirovat i sám Johann Sebastian Bach.

### Výběr z díla
- Il primo libro de madrigali (Benátky, 1611)
- Psalmen Davids (Drážďany, 1619)
- Historia der frölichen und siegreichen Aufferstehung… (Drážďany, 1623)
- Cantiones sacrae (Freiberg, 1625)
- Psalmen Davids (Freiberg, 1628)
- Symphoniae sacrae (Benátky, 1629)
- Musicalische Exequien (Drážďany, 1636)
- Kleiner geistlichen Concerten (Lipsko, 1636)
- Symphoniae sacrae (Drážďany, 1647)
- Geistliche Chor-Music (Drážďany, 1648)
- Symphoniae sacrae (Drážďany, 1650)
- Zwölff geistliche Gesänge (Drážďany, 1657)
- Psalmen Davids (Drážďany, 1661)

## Osobní život
V roce 1619 se v Drážďanech oženil s o šestnáct mladší Magdalenou Wildeckovou. Porodila mu dvě dcery, Annu Justinu (* 1621) a Euphrosynu (1623–1655). Jeho žena zemřela v roce 1625.